# Prudnik

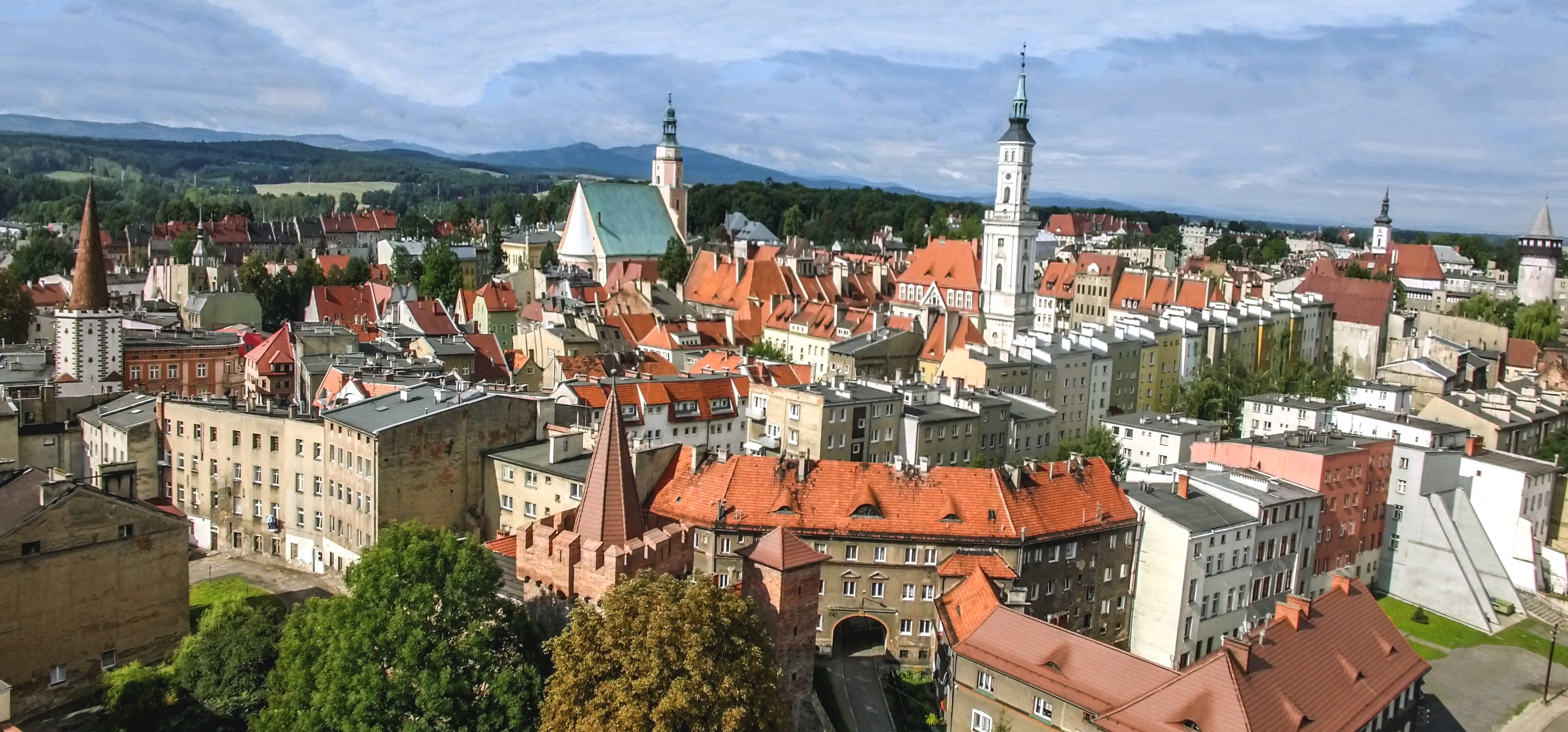
Stadtzentrum Prudnik

Prudnik ['prudɲik] (deutsch: Neustadt O.S., auch Neustadt an der Prudnik, tschechisch Prudník, auch Nové Město, schlesisch Neustoadt, schlonsakisch Prudnik, Prōmnik) ist eine Stadt in der Stadt- und Landgemeinde Prudnik im Powiat Prudnicki der Woiwodschaft Opole in Polen.

## Geographie
Prudnik liegt zwischen der Prudniker Senke (Obniżenie Prudnickie) und dem Oppagebirge (Góry Opawskie) auf 266 m, etwa 60 Kilometer südlich von Opole (Oppeln). Fünf Kilometer südlich verläuft die Grenze zu Tschechien. Die am Kapellenberg gelegene Stadt ist von drei Seiten vom Fluss Prudnik umgeben, in den hier der Goldbach mündet.
Stadtteile von Prudnik sind:
- Górka
- Jasionowe Wzgórze
- Kolonia Karola Miarki
- Lipno (Linden)
- Młyn Czyżyka (Zeizig Mühle)
- Osiedle Karola Miarki
- Osiedle Tysiąclecia
- Osiedle Wyszyńskiego
- Osiedle Zacisze

Nachbarorte von Prudnik sind Łąka Prudnicka (Gräflich Wiese) im Westen, Niemysłowice (Buchelsdorf) im Nordwesten, Lubrza (Leuber) im Nordosten, Jasiona (Jassen) im Osten, Trzebina (Kunzendorf) im Südosten sowie Chocim (Kotzem) im Südwesten. Jenseits der tschechischen Grenze liegen die Orte Bartultovice (Bartelsdorf) und Jindřichov ve Slezsku (Hennersdorf).

### Klima
Der geographischen Lage entsprechend, liegt Prudnik in den warmgemäßigten Mittelbreiten mit einem kontinentalen Wärmehaushalt und einem semihumiden Wasserhaushalt. Die jährliche Durchschnittstemperatur beträgt 8 °C.

## Geschichte

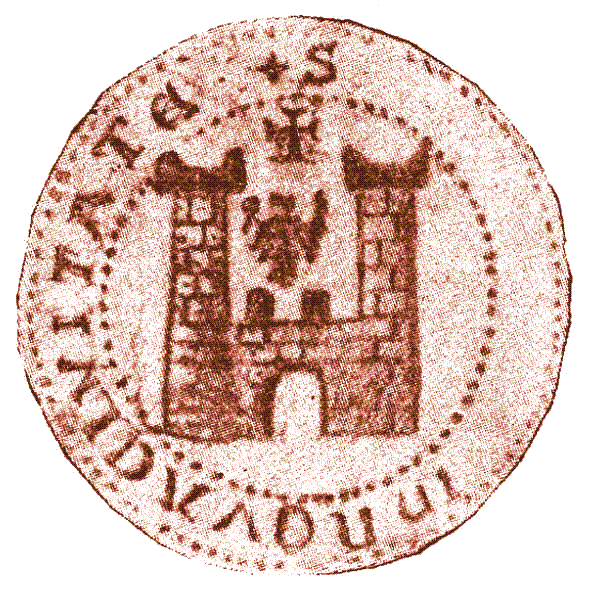
Siegelmarke zu Ende des 14. Jahrhunderts

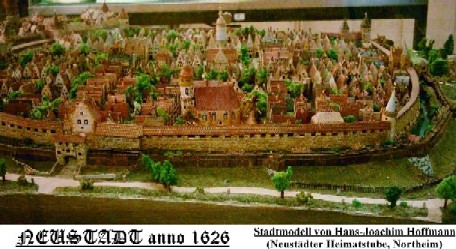
Stadtmodell im Jahr 1626

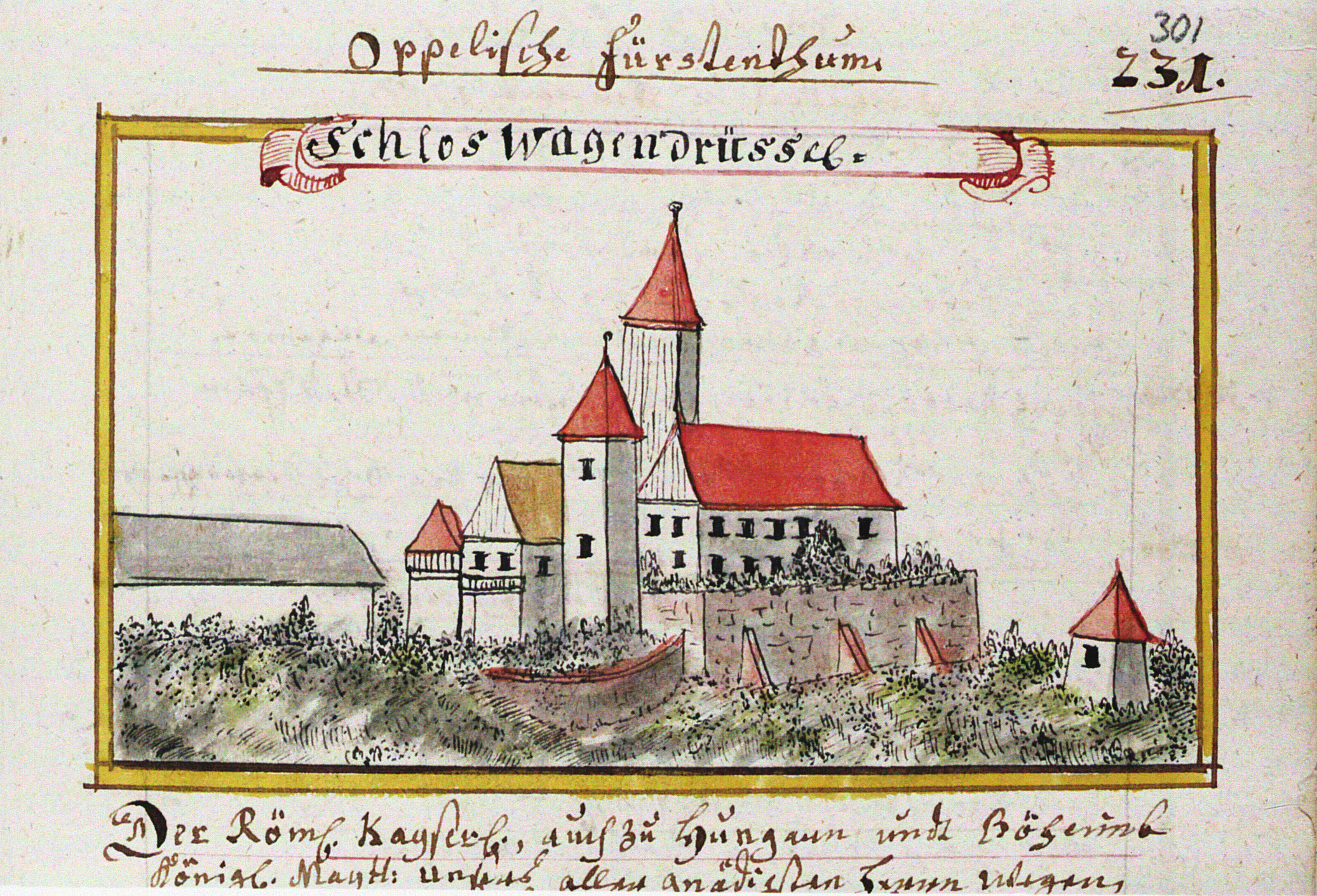
Zeichnung des Schlosses, 18. Jahrhundert Friedrich Bernhard Werner

Die Gegend gehörte ursprünglich zum přemyslidischen Herzogtum Troppau in Mähren. Um die Mitte des 13. Jahrhunderts errichtete der böhmische Oberstmarschall Wok von Rosenberg, der dem Geschlecht der Witigonen entstammte, am Fuße der Bischofskoppe (Biskupia Kopa) die Burg Wogendrüssel. Sie diente als Stützpunkt des von Nordmähren in den schlesisch-mährischen Grenzwald vordringenden Landesausbaus. Woks Sohn Heinrich I. von Rosenberg errichtete um das Jahr 1279 im Schutz dieser Burg das 1302 erstmals urkundlich erwähnte Neustadt (tschechisch Nové Město), das später nach dem Fluss auch als Prudnik bezeichnet wurde.
Es wurde planmäßig auf gitterförmigem Grundriss angelegt und verfügte von Anfang an über das Stadtrecht. Für das Jahr 1321 ist die zum Bistum Olmütz gehörende Pfarrkirche belegt, die Sitz eines Archipresbyterats war. Die wirtschaftliche Entwicklung der Stadt wurde durch ihre Lage an der wichtigen Handelsstraße von Neisse nach Jägerndorf entscheidend gefördert.
Am 7. Januar 1337 trennte der böhmische König Johann von Luxemburg das Weichbild Neustadt von Mähren und verkaufte es für 2000 Prager Groschen dem Falkenberger Herzog Bolko II., der das Gebiet seinem Herzogtum eingliederte. Er hatte bereits 1327 dem König Johann gehuldigt und seine Gebiete als ein Lehen an die Krone Böhmen übergeben. Nachfolgend benutzten die Falkenberger und später auch einige Oppelner Herzöge die Titulatur „Herr von Klein Glogau und Prudnik“.
Bis zum Tod des Oppelner Herzogs Johann II. im Jahr 1532, mit dem die Oppelner Linie der schlesischen Piasten erlosch, blieb Neustadt/Prudnik mit Oppeln verbunden und fiel dann durch Heimfall an die Krone Böhmen, deren Landesherren seit 1526 die Habsburger in ihrer Eigenschaft als Könige von Böhmen  waren. Dadurch wurde Prudnik Immediatstadt des Fürstentums Oppeln-Ratibor, mit dem es seine weitere politische Zugehörigkeit und Geschichte teilte.

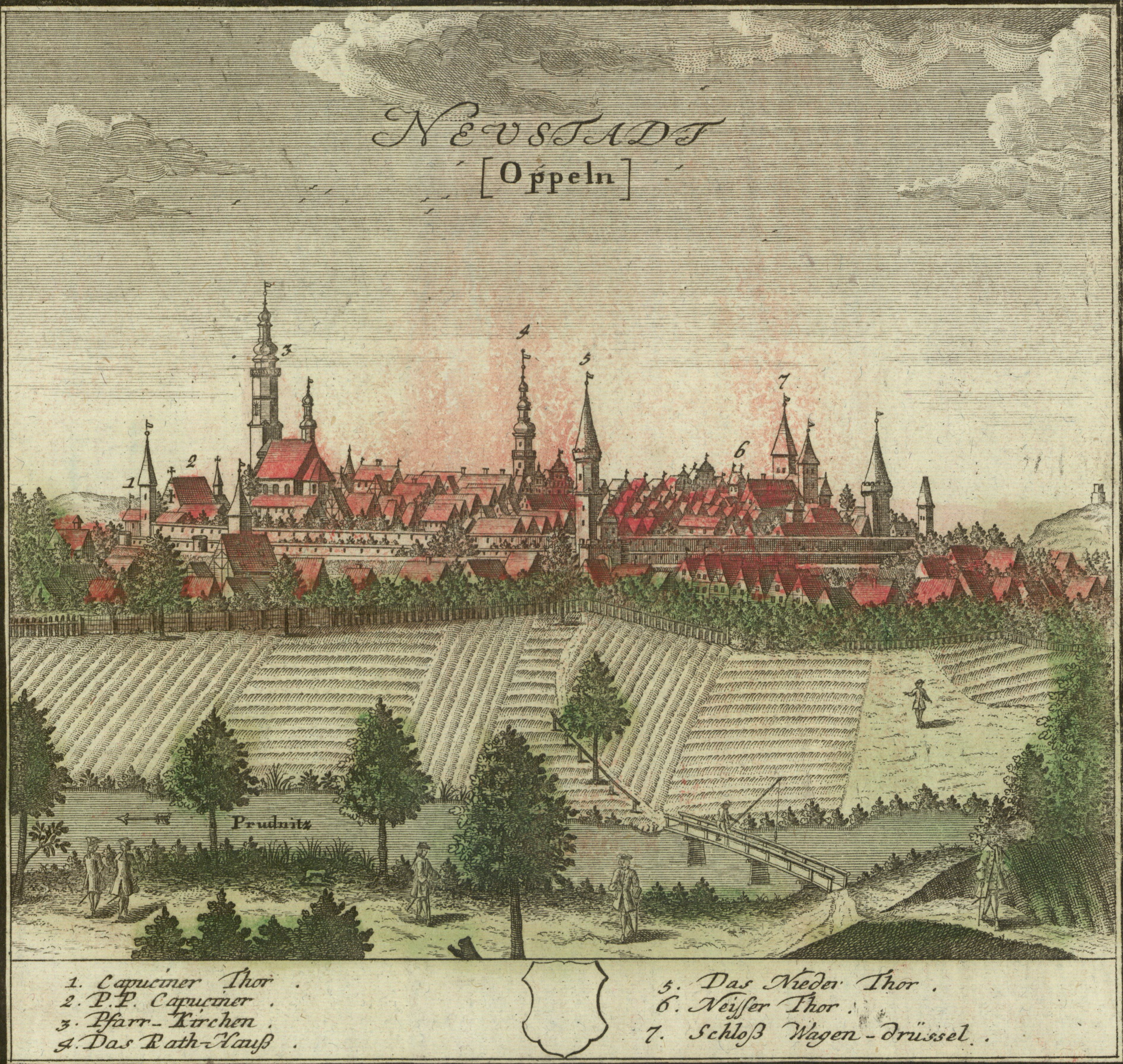
Stadtansicht in der Scenographia Urbium Silesiæ

Zusammen mit dem Erbfürstentum wurde Neustadt von 1532 bis 1543 an den Jägerndorfer Herzog Georg von Brandenburg-Ansbach und anschließend bis 1551 an dessen Sohn Georg Friedrich I. verpfändet. Während ihrer Herrschaft breitete sich in Neustadt und Umgebung die Reformation aus. 1554 wurde die Pfarrkirche an die Protestanten übergeben, zwei Jahre später erlangte die Stadt das Patronatsrecht. Wie das Erbfürstentum war Neustadt zwischen 1552 und 1557 an die ungarische Königin Isabella verpfändet. 1558 wurde die Pfandherrschaft Neustadt vom böhmischen Landesherrn an Conrad Saurma verkauft, von dem sie 1562 zunächst als Pfand und 1597 erblich für 60.000 Taler die Stadt erwarb, die bereits 1570 auch die Stadtvogtei gekauft hatte. Zum damaligen Territorium der Herrschaft Neustadt, die über Herrschaftsrechte verfügte, gehörten die umliegenden Dörfer Schnellewalde, Dittmannsdorf, Riegersdorf, Siebenhuben, Leuber, Dittersdorf, Jassen, Wildgrund, Kotzem und Neu Kotzem sowie ab 1700 Zeiselwitz und Schweinsdorf.
Während des Dreißigjährigen Kriegs wurde Neustadt weitgehend zerstört. Im Jahr 1625 wütete die Pest. 1629 wurde das bis dahin zum Bistum Olmütz gehörende Neustädter Weichbild an die Diözese Breslau angeschlossen und Maßnahmen zur Gegenreformation ergriffen. Diesem Zweck diente auch die Gründung des Kapuzinerklosters 1654. Durch ein kaiserliches Dekret erhielt Neustadt 1708 die Bezeichnung Königlich Neustadt. 1766 gründeten die Barmherzigen Brüder eine Niederlassung in Neustadt, 1852 wurde das Franziskanerkloster errichtet.
Nach dem Ersten Schlesischen Krieg im Jahr 1742 fiel Neustadt wie fast ganz Schlesien an Preußen. Während des Zweiten Schlesischen Krieges kam es 1745 in Neustadt zu Kampfhandlungen zwischen der Preußischen und der Kaiserlichen Armee. 1779 wurde die Stadt vom österreichischen Feldmarschall Wallis in Brand geschossen. 1797 erhielt Neustadt eine Garnison. Durch die Säkularisation in Preußen 1810 wurde das Kapuzinerkloster aufgelöst. 1815 wurde Neustadt Sitz des Landkreises Neustadt O.S., zu dem neben Neustadt auch die Städte Zülz und Oberglogau gehörten.
Von wirtschaftlicher Bedeutung waren neben dem Ackerbau die seit dem Mittelalter betriebene Weberei und das seit 1638 bestehende landesherrliche Privileg für den Garnhandel, dem 1727 das Privileg für die Gründung einer Leinwandfabrik folgte. Nach dem Übergang an Preußen wurde die Tuch- und Webwarenproduktion staatlich gefördert. Die 1855 errichtete Fränkelsche Fabrik verfügte über vorbildliche Wohlfahrtseinrichtungen. Die 1847 gegründete Höhere Lehranstalt wurde 1869 zu einem Gymnasium erweitert. Um weitere Grundstücke für den Wohnungsbau zu gewinnen, wurden im 19. Jahrhundert die Stadtmauern und Wälle sowie die Reste der 1803 zerstörten Burg geschleift. Erhalten hat sich lediglich der Burgturm. Im Jahr 1876 erhielt Neustadt mit der Bahnverbindung Neisse–Cosel Anschluss an das Eisenbahnnetz, und 1883 wurde eine Zuckerfabrik errichtet.
Am Anfang des 20. Jahrhunderts hatte Neustadt eine evangelische und vier katholische Kirchen, eine Synagoge, ein Gymnasium, ein Kloster der Barmherzigen Brüder nebst Krankenanstalt, eine Teppichknüpfschule für Orientteppiche, eine Damast- und Leinenwarenfabrik mit 3000 Werktätigen, eine Leder- und Schuhwarenfabrik, eine Bierbrauerei und ein Hauptzollamt. Zudem war es Sitz des Amtsgerichts Neustadt O.S.
Im Jahr 1908 erfolgte die Umbenennung von Neustadt i. Ob. Schles. in Neustadt O.S. In den 1920er Jahren wurden mehrere Siedlungen errichtet.
An der im Versailler Vertrag festgesetzten Volksabstimmung über die staatliche Zugehörigkeit Oberschlesiens von 1921 nahm die Stadtbevölkerung nicht teil, nur der östliche Teil des Landkreises war Teil des Stimmkreises Neustadt, in dem 85,68 Prozent der Wahlberechtigten (32.722 Stimmen) für einen Verbleib bei Deutschland votierten. 11,72 Prozent der Wahlberechtigten (4476 Personen) stimmten für Polen. 2,6 Prozent der Wahlberechtigten nahmen an der Abstimmung nicht teil oder gaben eine ungültige Stimme ab. Bei der darauffolgenden Aufteilung Oberschlesiens blieb die Stadt bei Deutschland.
Während der Novemberpogrome 1938 wurde die Synagoge in der Hindenburgstraße zerstört.
Am Ende des Zweiten Weltkriegs erlitt die Stadt im Jahr 1945 starke Zerstörungen, danach kehrten die in großer Zahl vor der Roten Armee geflüchteten Einwohner zurück.

Stadtplan aus dem Jahr 1890
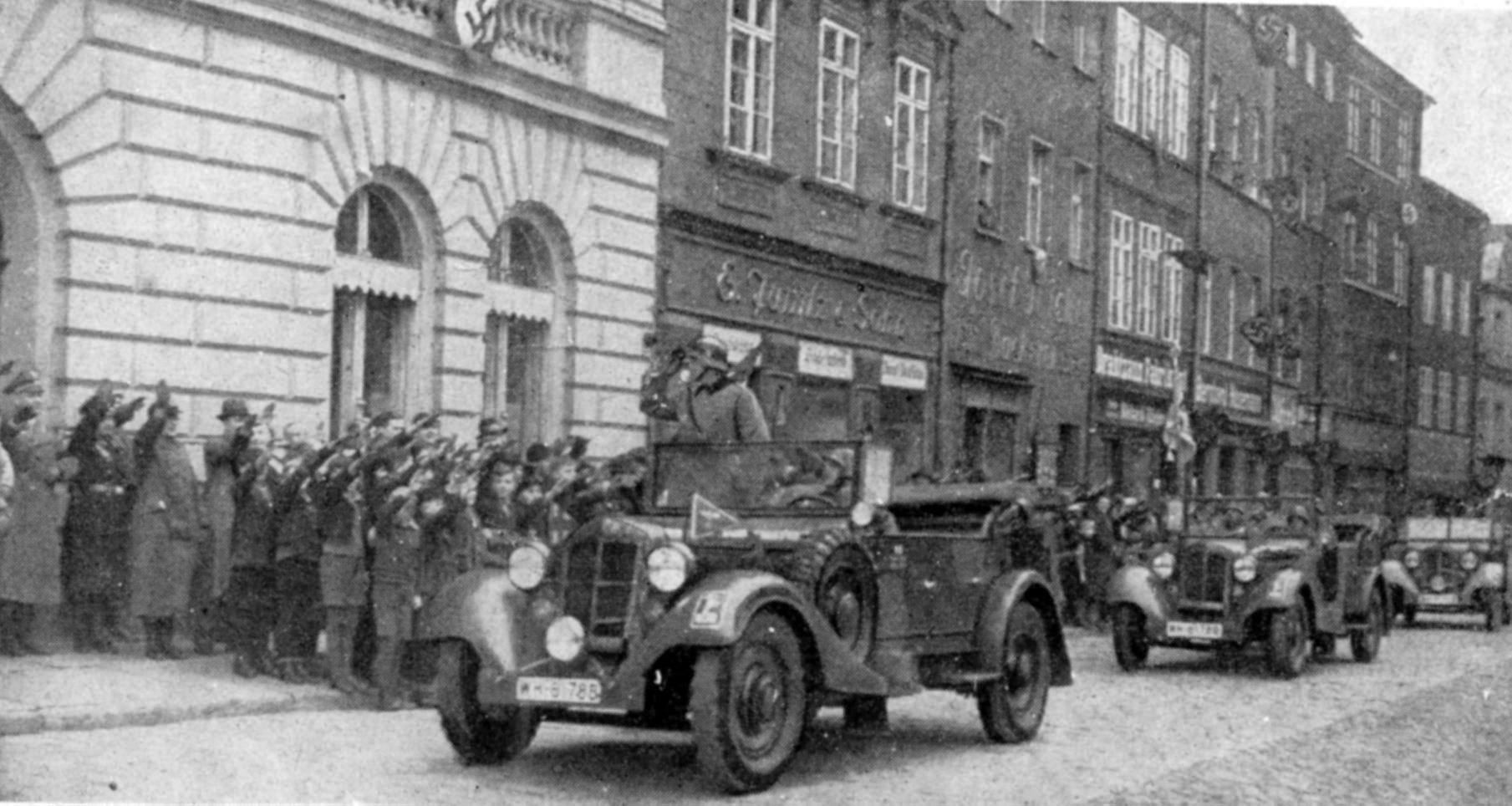
Deutsche Militärparade in Neustadt
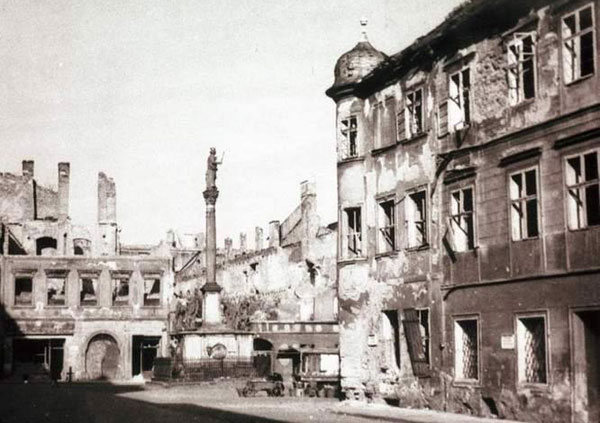
Zerstörte Bürgerhäuser am Ring 1945
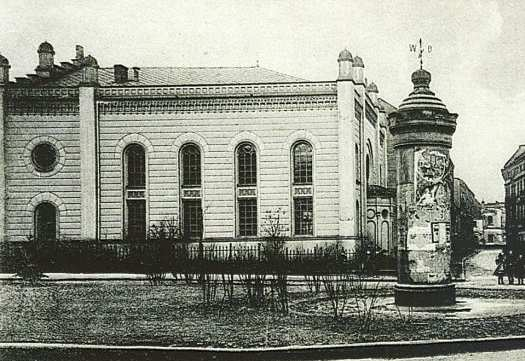
Alte Synagoge

Ab März 1945 begann die Rote Armee in einem längeren Prozess, das eroberte Ostoberschlesien und damit auch Neustadt der Verwaltung der Volksrepublik Polen zu unterstellen. Diese benannte Neustadt in Prądnik, später Prudnik um. Zugleich hatte sie bereits im März 1945 mit der Verifizierung der Einwohner begonnen. Unterdessen trafen erste Transporte polnischer Vertriebener aus Ostpolen zwecks Ansiedlung ein. Im Juni 1945 erfolgten erste Vertreibungen der als deutsch eingestuften Einwohner, die im Mai 1946 in der landesweiten Aktion Swallow systematische Formen annahmen. Der Gebrauch der deutschen Sprache und des schlesischen Dialektes war bis zum Jahr 1989 verboten und wurde als Vergehen bestraft.

## Wappen

Flagge der Stadt Prudnik

## Städtepartnerschaften
- seit 1990:  Northeim, Deutschland
- seit 2000:  Bohumín, Tschechien
- seit 2000:  Nadwirna, Ukraine
- seit 2002:  Krnov, Tschechien
- seit 2002:  San Giustino, Italien

## Stadtoberhäupter
Bis 1945
- 1809–1815: Emanuel Weidinger

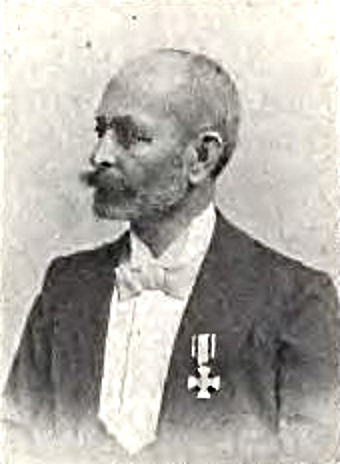
Heinrich Engel

- 1815–1816: Karl Diebiutsch (heutige Schreibweise: Karl Diebitsch)

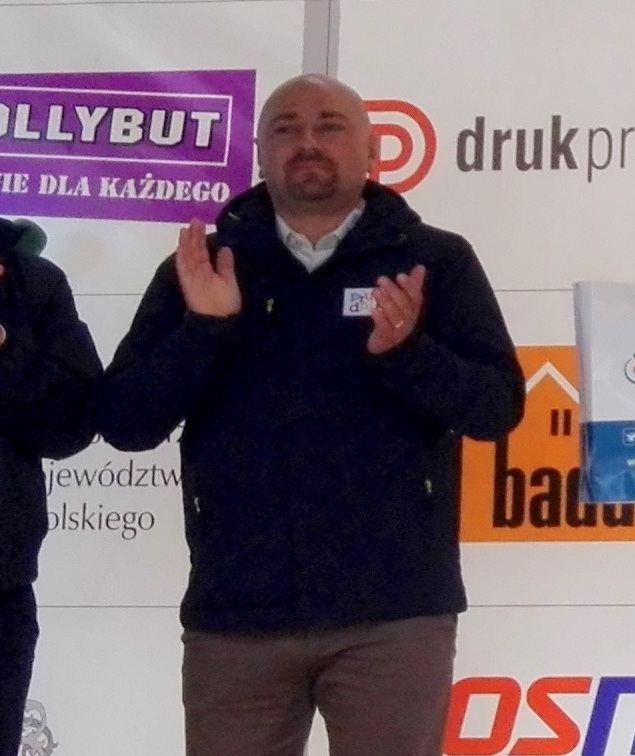
Grzegorz Zawiślak

- 1816–1821: Gottfried Schultze
- 1821–1833: Karl von Adlersfeld
- 1833–1837: Julius Richter
- 1837–1842: Josef Spillmann
- 1842–1847: Eduard Kutzen
- 1847–1849: Johann Memler
- 1849–1852: Emanuel Bock
- 1852–1862: Paul Bielau
- 1863: Eduard Diebitsch
- 1863–1876: Josef Kammler
- 1876–1904: Heinrich Engel
- 1904–1909: Heinrich Metzner
- 1909–1920: Paul Lange
- 1920–1932: Robert Rathmann
- 1934–1945: Felix Scholz

seit 1945
- 1945: Antoni Błaszczyński
- 1945–1946: Franciszek Sowiński
- 1947–?: Edward Nowak
- 1973: Józef Zamojski
- 1973–1975: Marian Stradel
- 1975–?: Alojzy Kanik
- ?–1990: Tadeusz Balcerkowicz
- 1990–1998: Jan Roszkowski
- 1998–2006: Zenon Kowalczyk
- 2006–2018: Franciszek Fejdych
- seit 2018: Grzegorz Zawiślak

## Sehenswürdigkeiten

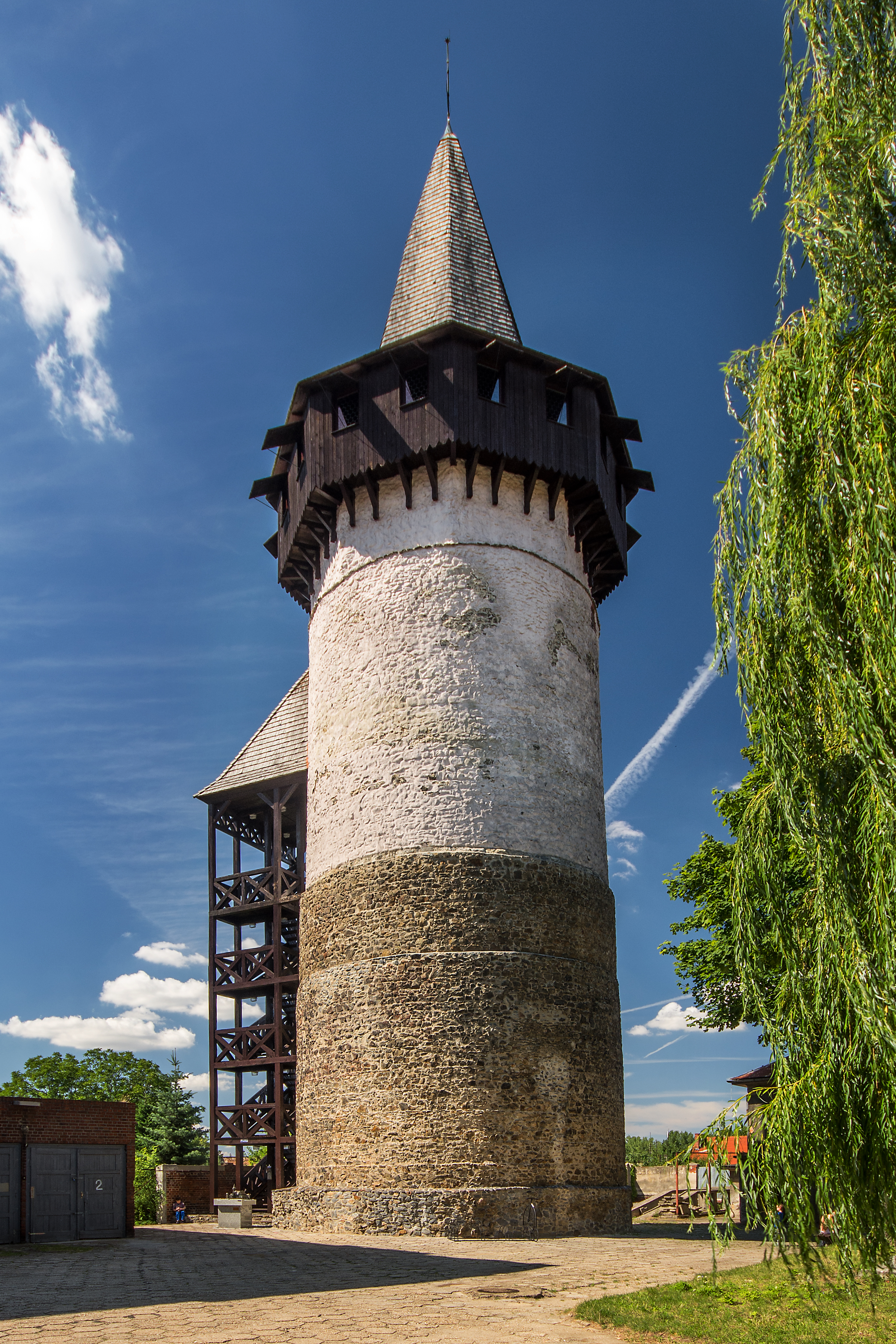
Burgturm

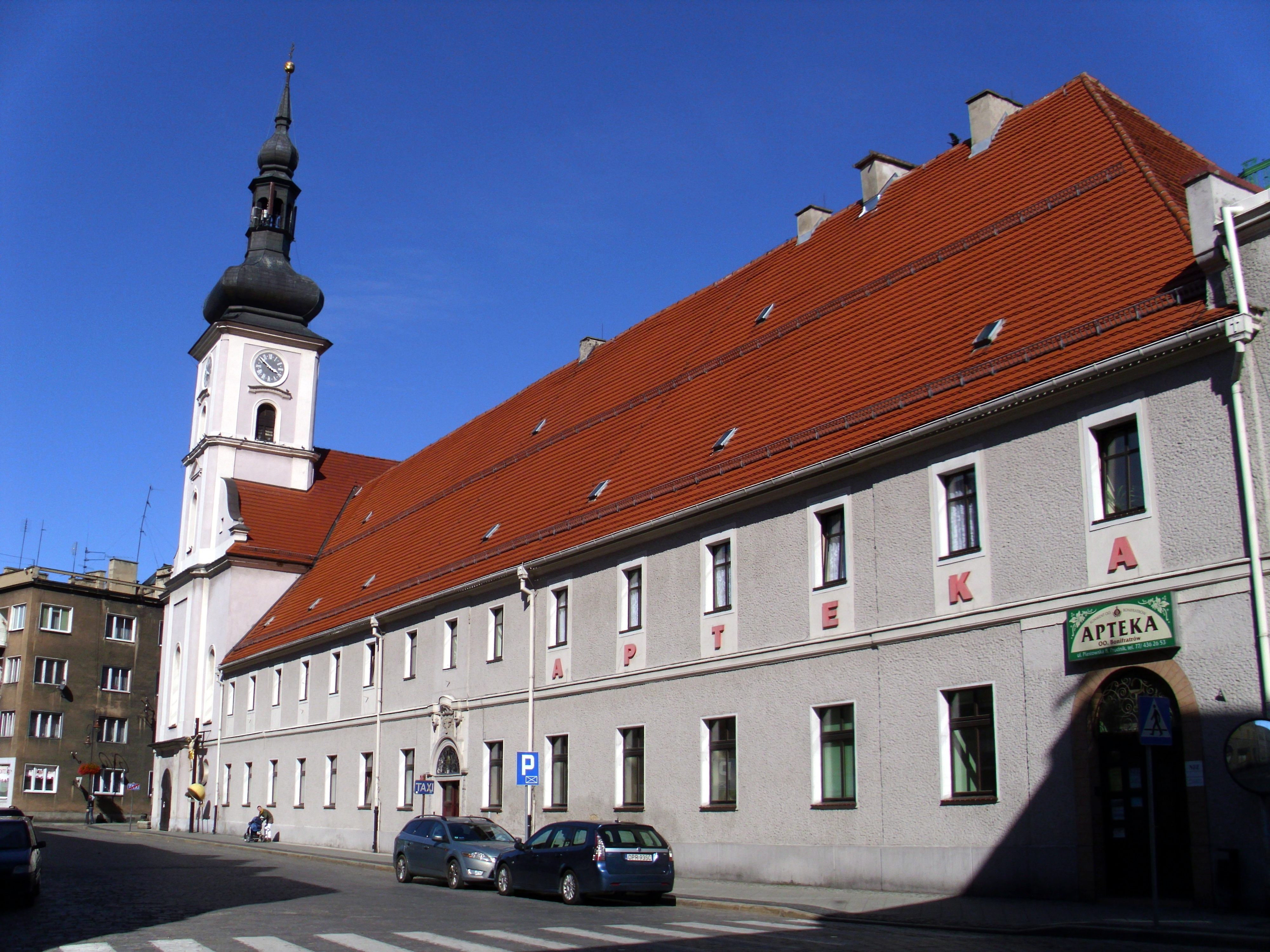
Klosterkirche St. Peter und Paul und Kloster der Barmherzigen Brüder

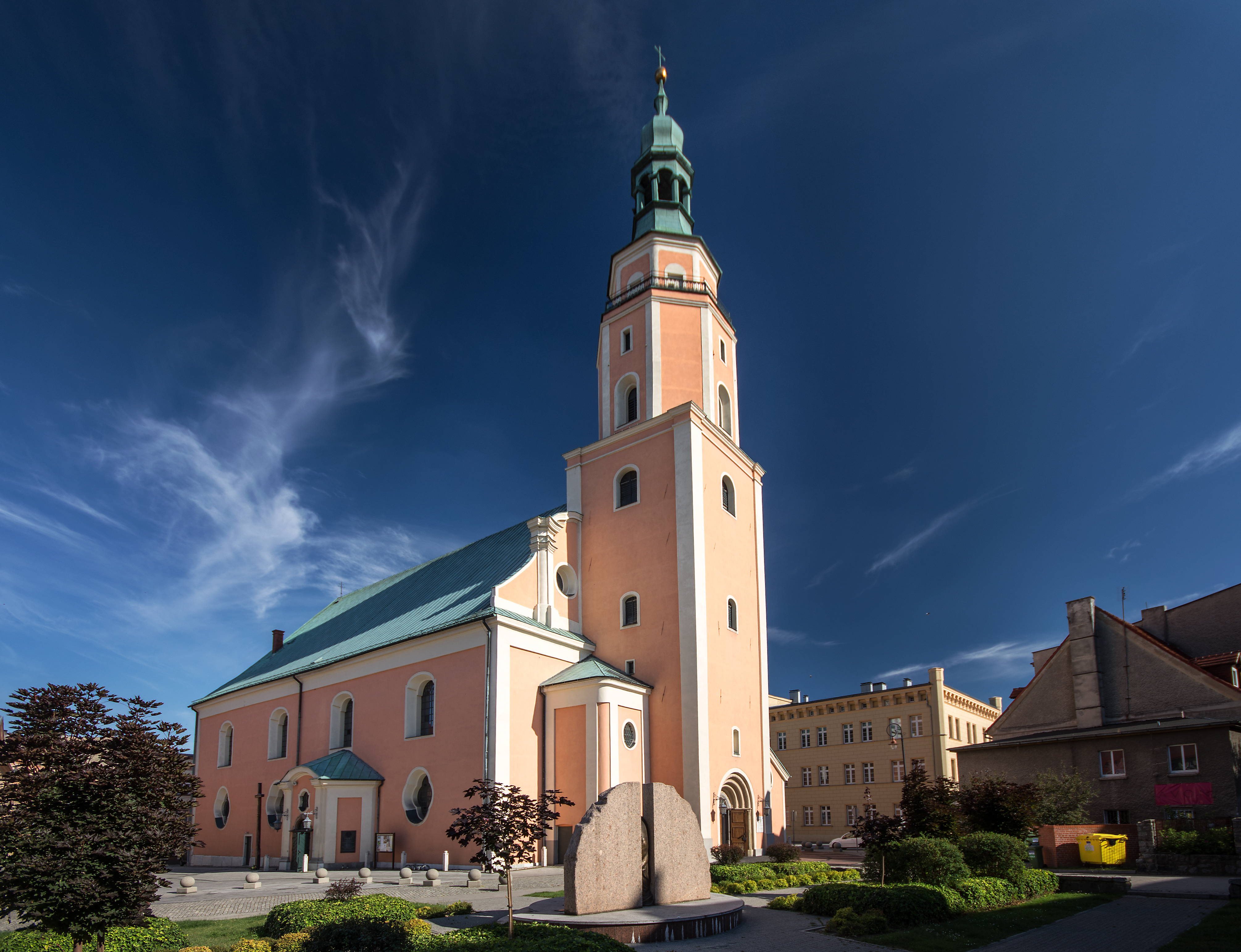
Pfarrkirche St. Michael

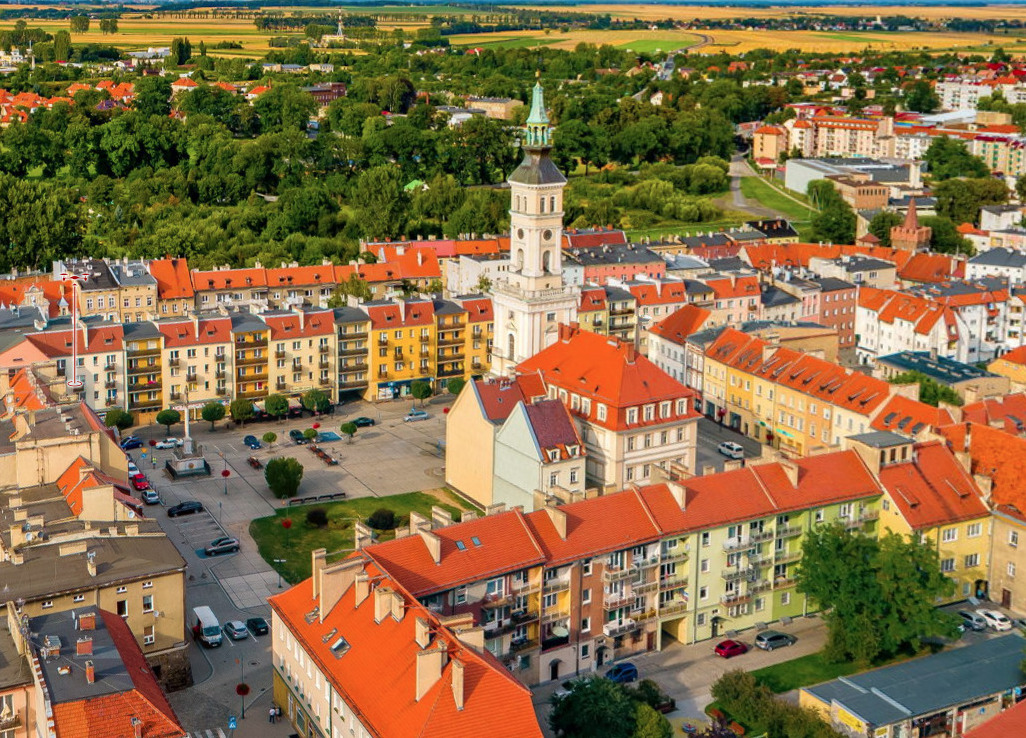
Rathaus mit Ring

- Der Burgturm (Burg Wogendrüssel) westlich des Ringes gehörte ursprünglich zur Burganlage der 1264 von Wok von Rosenberg errichteten, nicht mehr erhaltenen Burg Wogendrüssel. Er wurde im 15. Jahrhundert aufgestockt.
- Das Kloster der Barmherzigen Brüder wurde in der zweiten Hälfte des 18. Jahrhunderts als Stiftung des Oberst Friedrich Wilhelm von Röder errichtet und 1810 säkularisiert. Im Konventsgebäude befindet sich eine Kapelle im neubarocken Stil.
- Die Klosterkirche St. Peter und Paul ist ein barocker Saalbau. Der klassizistische Hauptaltar mit Gemälden der hll. Peter und Paul sowie die Kanzel mit Relief entstanden Mitte des 19. Jahrhunderts. Den Kreuzweg schuf 1870 der Maler Joseph Fahnroth aus Ziegenhals. Unter dem Sakralbau befinden sich Katakomben, welche in 16 Abteilungen aufgeteilt sind. Hier befinden sich auch die Gräber von Ordensbrüdern. Die Kirche befindet sich in der ulica Piastowska (Piastenstraße).
- Die Pfarrkirche St. Michael wurde bereits 1321 als Marienkirche erwähnt und später dem hl. Michael geweiht. Nach einem Brand wurde sie 1612 bis 1638 wiederaufgebaut. Von 1730 bis 1738 erfolgte ein Neubau im spätbarocken Stil nach Entwurf des Architekten Johann Innozenz Töpper. Die Steinmetzarbeiten schuf Johann Georg Höhenstein, die Wandmalereien 1735 Felix Anton Scheffler. Die Fresken in der Sakristei, in der Weidingerkapelle, im Chor und Langhaus schuf 1898–1900 der Frankensteiner Kunstmaler Josef Krachwitz. Der Hauptaltar mit den Statuen der Vier Kirchenväter entstand um 1740. Das gerahmte Altargemälde Mariä Himmelfahrt ist eine Stiftung des Leubuser Abtes Konstantin Beyer. Es wurde von Christian Philipp Bentum gemalt.[11] Die Kanzel mit engelbesetztem Deckel und Standbild der hl. Barbara entstanden ebenfalls um 1740; den Kreuzweg schuf der Neisser Maler Ferdinand Winter in der zweiten Hälfte des 19. Jahrhunderts. Das Patronatsgestühl stammt aus dem 17. Jahrhundert. Das Gemälde Christus im Gefängnis wurde 1651 von Probst Heinrich Frosius gestiftet.
- Das Rathaus steht in der Mitte des Ringes. Es wurde 1782 im barocken Stil erbaut. Zwischen 1840 und 1842 wurde das Gebäude vergrößert. 1856 erhielt das Rathaus den im Stil des Klassizismus erbauten Turm. Die angrenzenden Gebäude stammen aus dem Jahr 1779.[12]
- Der Jüdische Friedhof wurde um 1860 errichtet. Auf dem Friedhof sind heute noch etwa 140 Grabsteine erhalten, darunter Familiengruften der Fabrikbesitzer Fränkel und Pinkus. Auf dem Friedhof befindet sich auch ein Denkmal für die ermordeten jüdischen Häftlinge des KZ Auschwitz-Birkenau, die im Januar 1945 bei der Evakuierung des Lagers umgekommen waren.
- Die Mariensäule mit quadratischem Sockel mit vier Standfiguren der Erzengel sowie Flachreliefs wurde 1694 gestiftet.
- Die 1327 erwähnte Stadtbefestigung wurde 1556 und 1764 erweitert und verstärkt und nach 1858 abgetragen. Erhalten sind der Niedertorturm und zwei Befestigungstürme.
- Der im Stil des Expressionismus erbaute Gebäudekomplex wurde 1928 als Lehranstalt für Mädchen und Jungbauern sowie Geflügelzüchter errichtet. Heute befinden sich darin eine Landwirtschaftsschule sowie das Kreisamt.
- Das Eichendorff-Denkmal befindet sich auf der Heinrichshöhe.
- Nepomuksäule von 1733 mit zwei Engelsfiguren
- Adlerbrunnen mit einer von Atlanten getragenen Schale, auf der sich ein doppelköpfigem Adler befindet
- Kapellenberg mit Wallfahrtskapelle von 1750

## Demographie
| Jahr | Einwohnerzahl | Anmerkungen |
| ---- | ------------- | --- |
| 1534 | 114           | darunter 25 Juden |
| 1754 | 2905          | [ 14 ] |
| 1764 | 2722          | [ 14 ] |
| 1774 | 3048          | [ 14 ] |
| 1784 | 3326          | ohne die Garnison (Stab und vier Kampanien Kürassiere) |
| 1803 | 3684          | [ 15 ] |
| 1816 | 3780          | [ 16 ] |
| 1825 | 4377          | davon 809 Evangelische, 98 Juden |
| 1831 | 4862          | [ 15 ] |
| 1840 | 6246          | mit der Garnison (2. Schwadron und Stab des 6. Husaren-Regiments, 188 Mann), davon 671 Evangelische, 5429 Katholiken, 146 Juden                                                                                                 |
| 1855 | 6909          | [ 19 ] |
| 1861 | 7953          | davon 813 Evangelische, 6961 Katholiken, 179 Juden; nach anderen Angaben 8464 Einwohner, davon 8105 Zivilisten und 359 vom Militär                                                                                              |
| 1867 | 9623          | am 3. Dezember |
| 1871 | 10.941        | mit der Garnison (zwei Schwadrone Husaren Nr. 6), darunter 1100 Evangelische und 280 Juden; nach anderen Angaben 10.939 Einwohner (am 1. Dezember), davon 1227 Evangelische, 9548 Katholiken, vier sonstige Christen, 160 Juden |
| 1890 | 17.577        | davon 2111 Evangelische, 15.258 Katholiken, 164 Juden |
| 1905 | 20.187        | mit der Garnison (ein Feldartillerieregiment Nr. 57), davon 2859 Evangelische, 117 Juden |
| 1910 | 18.856        | am 1. Dezember |
| 1925 | 17.052        | darunter 2603 Evangelische, 14.245 Katholiken, keine sonstigen Christen, 110 Juden |
| 1933 | 17.738        | darunter 2704 Evangelische, 14.807 Katholiken, keine sonstigen Christen, 101 Juden |
| 1939 | 16.937        | darunter 2380 Evangelische, 14.291 Katholiken, fünf sonstige Christen, 31 Juden |

| Jahr | Einwohner |
| ---- | --------- |
| 1946 | 10.886    |
| 1956 | 14.900    |
| 1962 | 18.200    |
| 1980 | 22.402    |
| 1995 | 26.400    |
| 2000 | 23.800    |
| 2005 | 23.234    |

Balkendiagramm der Einwohnerzahlen bis heute

## Sport
- Fußballklub MKS Pogoń Prudnik
- Basketballklub KS Pogoń Prudnik
- Bogenschießklub KS Obuwnik Prudnik
- Volleyballklub SPS Prudnik
- Karateklub LKS Zarzewie Prudnik
- Reitklub LKJ Olimp Prudnik
- Fußballklub MKS Sparta Prudnik

## Wirtschaft und Infrastruktur

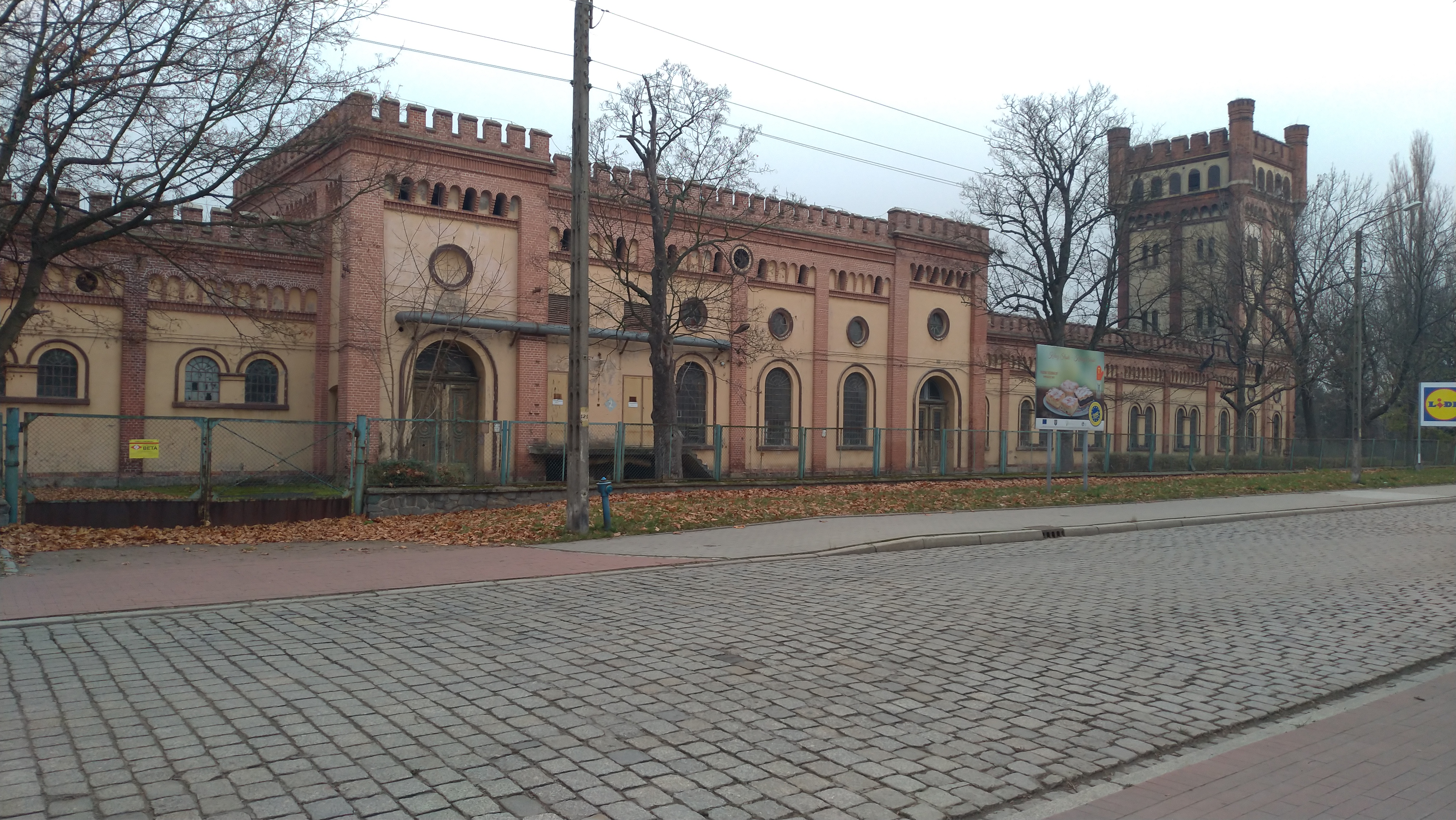
Zakłady Przemysłu Bawełnianego Frotex S.A.

Zakłady Przemysłu Bawełnianego Frotex S.A., Textilfabrik (größter Arbeitgeber am Ort und größter Handtuchproduzent Polens). Im Bahnhof Prudnik zweigt die im Personenverkehr stillgelegte ehemalige Neustadt-Gogoliner Eisenbahn von der Bahnstrecke Katowice–Legnica ab.

## Verkehr
Die Stadt ist über die Landesstraßen 40 und 41 an das Straßennetz angebunden.
Prudnik liegt an der Bahnstrecke von Katowice nach Legnica.
Der ÖPNV in Prudnik ist seit 2022 kostenlos.

## Medien
- Tygodnik Prudnicki
- Prudnik24
- Express Prudnicki
- Neustädter Heimatbrief
- Nowa Trybuna Opolska
- Polskie Radio Opole

## Persönlichkeiten

### Söhne und Töchter der Stadt

#### Politik und Wirtschaft

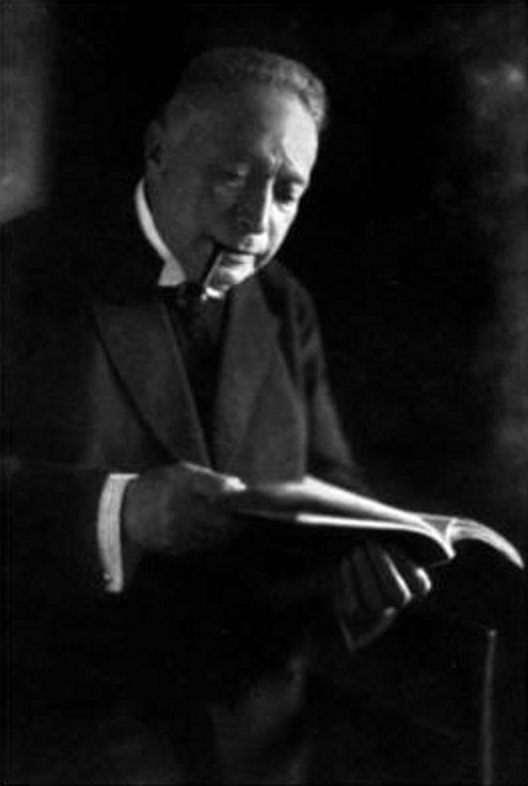
Max Pinkus

- Kurt von Ohlen und Adlerskron (1846–1900), Reichstags- und Landtagsabgeordneter
- Carl Metzner (1846–1909), Reichstags- und Landtagsabgeordneter
- Max Pinkus (1857–1934), deutscher Textilunternehmer (S. Fränkel) und Mäzen
- Karl Bahlmann (1859–1922), deutscher Beamter und Politiker
- August Wilde (1868–1940), Politiker und Landtagsabgeordneter
- Josef Siegnoth (1886–1964), Politiker
- Wilhelm Heerde (1898–1991), deutscher Bildhauer und Politiker (NSDAP)
- Alfons Kaps (1901–1943), deutscher Kommunist und Widerstandskämpfer
- Anni Gondro (1919–2014), Gewerkschafterin und Frauenrechtlerin
- Margarete Müller (1931–2024), SED-Funktionärin
- Walter Odersky (* 1931), Präsident des Bundesgerichtshofs
- Georg Stolle (1938–2020), Politiker
- Lukasz Gadowski (* 1977), deutsch-polnischer Internet-Unternehmer, Gründer und Risikokapitalgeber

#### Kunst, Literatur und Musik
- Thomas von Schröer (1588–1641), deutscher Jurist und Dichter
- Matthäus Apelt (1594–1648), Komponist
- Karl Heinisch (1847–1923), Maler
- Paul Bahlmann (1857–1937), deutscher Schriftsteller
- Franz Goerlich (vor 1866–1908), Verleger und Buchhändler
- Artur Schneider (1876–1945), Philosoph
- Hans Hoffmann (1902–1949), Sänger, Musikwissenschaftler und städtischer Musikdirektor in Bielefeld
- Bernd Scholz (1911–1969), Komponist
- Dietrich Unkrodt (1934–2006), Tubist und Kontrabassist
- Egbert Greven (1941–2018), deutscher Karikaturist, Grafiker und Galerist
- Aleksandra Konieczna (* 1965), Theater- und Filmschauspielerin

#### Wissenschaft, Technik und Forschung

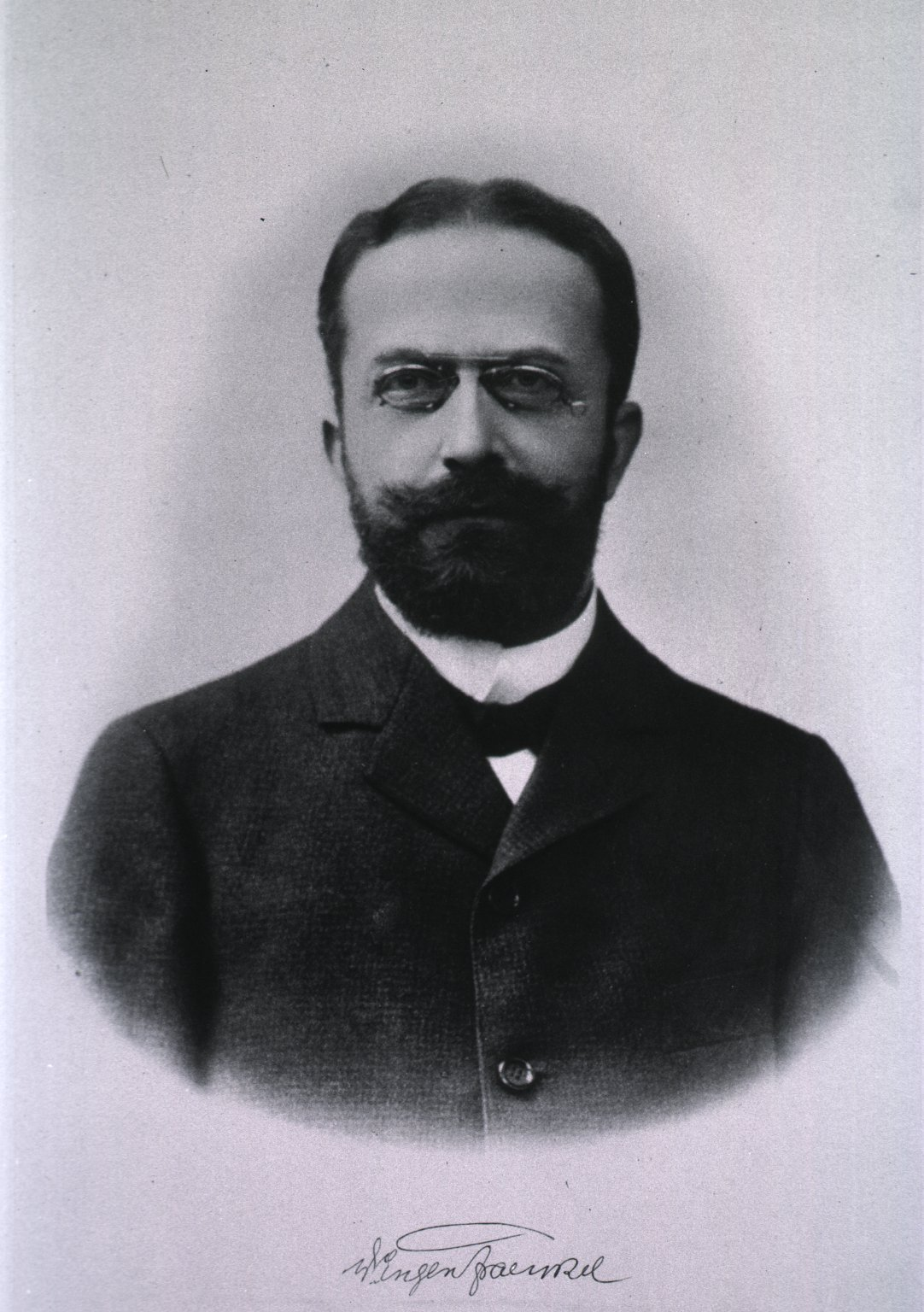
Eugen Fraenkel

- Karl Dziatzko (1842–1903), deutscher klassischer Philologe und Bibliothekar
- Eugen Fraenkel (1853–1925), deutscher Pathologe und Bakteriologe
- Erhard Hischer (1925–2005), Psychologe und Professor für Sozialpädagogik
- Hartmut Greven (* 1942), deutscher Biologe und Zoologe
- Bogusław Pawłowski (* 1962), Biologe

#### Sonstige
- Nicolaus Henel von Hennenfeld (1582–1656), Chronist und Historiker
- Daniel Löbrinus Novoměstský (1585–1623), tschechischer Prediger und religiöser Schriftsteller
- Klara Wolff (1805–1853), Gründerin des Frauenordens Graue Schwestern von der hl. Elisabeth
- Ernst Otto Johannes Kirsch (1831–1887), königlich preußischer Generalmajor
- Adam Krawutzcky (1842–1907), katholischer Theologe
- Carl Seltmann (1842–1911), katholischer Theologe
- Emil von Scotti (1848–1929), preußischer Generalleutnant
- Otto von Garnier (1859–1947), preußischer General der Kavallerie
- Rudolf Schneider (1875–1956), deutscher Jurist
- Felice Bauer (1887–1960), Verlobte von Franz Kafka
- Hellmuth Reymann (1892–1988), deutscher Offizier, zuletzt Generalleutnant im Zweiten Weltkrieg
- Kurt Wintgens (1894–1916), deutscher Jagdflieger
- Karl Streibel (1903–1986), SS-Sturmbannführer
- Peter Peschel (* 1972), deutscher Fußballspieler

### Weitere Persönlichkeiten, die mit der Stadt in Verbindung stehen

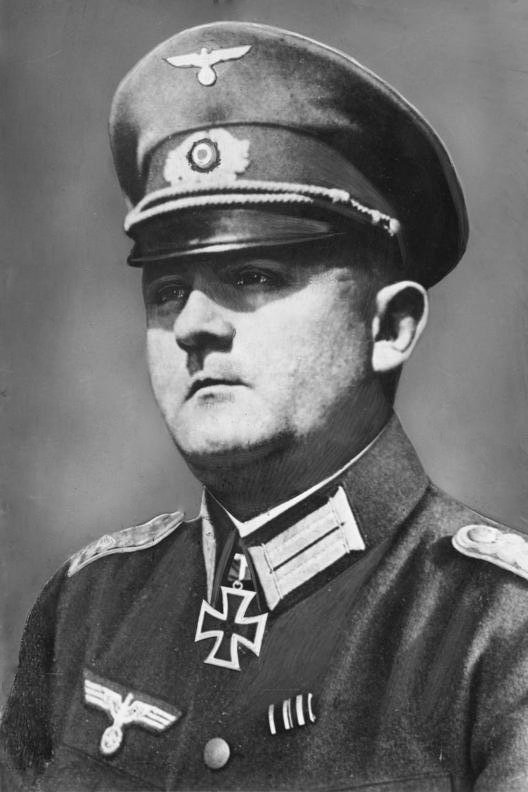
Dietrich von Choltitz

- Wok von Rosenberg (1210–1262), Oberster Marschall des Königreichs Böhmen und Landeshauptmann der Steiermark
- Bolko V. (Oppeln) (1400–1460), Herzog
- Johann Ernst von Schmettau (1703–1764), preußischer Generalmajor, verstarb in Neustadt
- Gebhard Leberecht von Blücher (1742–1819), preußischer Generalfeldmarschall
- Anton Johann Gareis (1793–1863), Kunstmaler, Ausbildung zeitweise in Neustadt
- Carl Fuchs (1801–1855), Jurist und Politiker, 1832–1836 Land- und Stadtgerichtsdirektor in Neustadt
- Samuel Fränkel (1801–1881), deutscher Unternehmer, Gründer der Textilfabrik (S. Fränkel) in Prudnik, heute Frotex S.A.
- Robert Walter, Politiker, verstarb in Neustadt
- Otto Kähler (1830–1885), preußischer Generalmajor und osmanischer Generalleutnant, lebte zeitweise in Neustadt
- Joseph Fahnroth (1838–1895), Kirchenmaler, Ausbildung in Neustadt
- Oscar Theodor Baron (1847–1927), schlesischer Lepidopterologe, besuchte das Neustädter Gymnasium
- Eduard Beyer (1854–1926), Jurist und Politiker, Amtsgerichtsrat am Amtsgericht Neustadt
- Paul Ehrlich (1854–1915), Mediziner und Forscher, Nobelpreisgewinner, lebte zeitweise in Neustadt
- Franz Hubert von Tiele-Winckler (1857–1922), Großgrundbesitzer, Landrat Landkreis Neustadt
- Paul Kollibay (1863–1919), Ornithologe und Rechtsanwalt, besuchte das Neustädter Gymnasium
- Hermann von Choltitz (1868–1947), Politiker, von 1907 bis 1920 Landrat Kreis Neustadt
- Chrysogonus Reisch (1870–1923), Franziskaner und Historiker, Guardian des Konvents in Neustadt
- Waldemar Otte (1879–1940), Politiker, besuchte das Neustädter Gymnasium
- Hans Deloch (1881–1956), Verwaltungsjurist, besuchte das Neustädter Gymnasium
- Erich Klausener (1885–1934), Vertreter des politischen Katholizismus, tätig am Landratsamt Neustadt
- Felix A. Voigt (1892–1962), Germanist und Gymnasiallehrer, lebte zeitweise in Neustadt
- Karl Ferdinand Edler von der Planitz (1893–1945), Verwaltungsjurist, arbeitete am Hauptzollamt in Neustadt
- Dietrich von Choltitz (1894–1966), General der Infanterie im Zweiten Weltkrieg sowie 1944 Stadtkommandant von Groß-Paris
- Paul Heinrich Theodor Müller (1896–?), Schutzhaftlagerführer im KZ Auschwitz
- Stefan Wyszyński (1901–1981), Primas von Polen
- Ursula Gärtner (1901–1989), Politikerin, praktizierte als Hebamme in Neustadt
- Alfred Schneider (1907–1994), Politiker, besuchte das Neustädter Gymnasium
- Wacław Wycisk (1912–1984), Weihbischof von Opole, besuchte das Neustädter Gymnasium
- Harry Thürk (1927–2005), Schriftsteller, lebte zeitweise in Neustadt
- Jochen Kusber (1928–2020), Maler und Bildhauer, lebte zeitweise in Neustadt
- Kazimierz Feleszko (1939–2001), Slawist, Balkanist, Linguist und Übersetzer, lebte in Prudnik
- Gerard Bernacki (1942–2018), Priester und Weihbischof, verstarb in Prudnik
- Stanisław Szozda (1950–2013), Radrennfahrer, lebte in Prudnik
- Helmut Vorreiter (1958–2008), Fußballspieler, Spieler bei Pogoń Prudnik
- Lukas Klemenz (* 1995), Fußballspieler, Spieler bei Sparta Prudnik

## Gemeinde
Die Stadt-und-Land-Gemeinde (gmina miejsko-wiejska) Prudnik zählt auf einer Fläche von 122,13 km² rund 30.000 Einwohner und gliedert sich neben dem gleichnamigen Hauptort in 12 Dörfer.